# Elizabete Azize
Elizabete Azize, eigentlich Elizabeth Azize, (* 1. Januar 1940 in  Manacapuru) ist eine brasilianische Richterin, Anklägerin, Journalistin und Politikerin. Sie war von 1987 bis 1995 Bundesabgeordnete für ihren Heimatstaat Amazonas.

## Leben
Azize ist die Tochter von Rafael Azize Abrahim und Olga Azize Abrahim. Sie studierte ab 1960 Rechtswissenschaften mit einem B.A.-Abschluss 1964 an der Universidade Federal do Amazonas.

## Politische Laufbahn
In Manaus war sie von 1966 bis 1970 Richterin und von 1971 bis 1976 Staatsanwältin, wobei sie im ersten Jahr 1971 ein Zusatzstudium an der Universidade de Lisboa in Portugal aufnahm. Sie war in den Movimento Democrático Brasileiro von 1966 (MDB) eingetreten und wurde zur Ratsfrau (vereadora à Câmara Municipal) der Landeshauptstadt gewählt. Es folgte 1978 die Wahl zur Abgeordneten in die Legislativversammlung von Amazonas mit einer Wiederwahl 1982, diesmal mit Unterstützung des Partido do Movimento Democrático Brasileiro von 1980 (PMDB). Sie war als Landesabgeordnete von 1979 bis 1987 tätig.
Mehrfach wechselte sie die Parteizugehörigkeit: Movimento Democrático Brasileiro (MDB), Partido do Movimento Democrático Brasileiro (PMDB), dann zum Partido Socialista Brasileiro (PSB), dem Partido da Social Democracia Brasileira (PSDB) und dem Partido Democrático Trabalhista (PDT).
Von 1987 bis 1995 war sie zur Bundesabgeordneten für Amazonas in das Abgeordnetenhaus des Nationalkongresses in Brasília gewählt worden. 1988 wurde sie in die Verfassunggebende Versammlung als Vertreterin von Amazonas entsandt. Bei der Präsidentschaftswahl in Brasilien 1989 unterstützte sie den Kandidaten Leonel Brizola. 1990 war sie wiedergewählt worden. Sie unterstützte 1992 das Amtsenthebungsverfahren von Präsident Fernando Collor de Mello. Bei den Wahlen in Brasilien 1994 wurde sie nicht wiedergewählt und zog sich aus der Politik zurück.
2018 wurde ihr die Auszeichnung Diploma Bertha Lutz verliehen als Teilnehmerin der Ausarbeitung der Brasilianischen Verfassung von 1988. Politisch hatte sie bis 2018 43 Änderungsvorschläge eingebracht, von denen 12 angenommen wurden. Sie gilt als Pionierin der Frauenrechte.
Azize ist Autorin des Romans E Deus chorou sobre o rio (Und Gott weinte über dem Fluss), in zweiter Auflage 2006 in Manaus erschienen.